# Daniar Dshunussow
Daniar Dshunussow (kasachisch Данияр Жүнісов, * 12. März 1986 in Berlin) ist ein ehemaliger deutscher Eishockeytorwart, der im Verlauf seiner Karriere unter anderem für die Eisbären Berlin, Hamburg Freezers, Grizzly Adams Wolfsburg, Iserlohn Roosters und Kölner Haie in der Deutschen Eishockey Liga spielte.

## Karriere
Daniar Dshunussow begann im Alter von sieben Jahren mit dem Eishockeyspielen im Nachwuchs der Eisbären Berlin, wo er alle Altersstufen durchlief. 2001/02 spielte der Goalie unter der Leitung von Andreas Gensel im DNL-Team, bevor er in der Saison 2002/03 seine ersten Einsätze im Regionalliga-Team der Eisbären Juniors bekam. In der folgenden Spielzeit stand Dshunussow sowohl in der Regionalliga als auch in der Deutschen Nachwuchs Liga für die Eisbären Juniors auf dem Eis. Zudem wurde der Linksfänger zu einigen Nachwuchsauswahllehrgängen eingeladen und in den Kader der U20-Nationalmannschaft berufen. Sein Debüt in der Deutschen Eishockey Liga gab der Berliner am 2. Januar 2005 bei einer 1:2-Niederlage im Penaltyschießen gegen die Frankfurt Lions. Nach einer siegreichen Partie gegen die DEG Metro Stars im Januar 2005 wurde Dshunussow der bis heute jüngste Eisbären-Starting-Goalie, der mit dem Team ein Spiel gewinnen konnte. In der Saison 2005/06 wurde der Torhüter per Förderlizenz an die Moskitos Essen ausgeliehen, bei denen er als Stammtorhüter maßgeblich zum Klassenerhalt beitrug.
Zur Saison 2007/08 unterzeichnete Dshunussow einen Jahresvertrag bei den Hamburg Freezers, bei denen er die Back-up-Position hinter Jean-Marc Pelletier einnahm. Um ihm mehr Spielpraxis zu ermöglichen, gaben die Freezers ihn im Januar 2008 an den Zweitligisten Eisbären Regensburg ab. Nach Ablauf seines Kontrakts wechselte Dshunussow zu den Grizzly Adams Wolfsburg, für die er in den folgenden sechs Jahren 185 Partien bestritt. Damit ist er Rekordtorhüter des DEL-Clubs (Stand: März 2024). Schon in der Saison 2008/09, als er ein Torhütergespann mit Oliver Jonas bildete, stand er in 29 Partien zwischen den Pfosten und konnte mit Wolfsburg den Sieg im DEB-Pokal feiern. In der folgenden Saison kam erneut mehr als 20 Mal zum Einsatz sowie parallel mit einer Förderlizenz bei den Eispiraten Crimmitschau auch zu zwei Spieleinsätzen in der 2. Eishockey-Bundesliga. Die meisten DEL-Einsätze erhielt er in der Spielzeit 2011/12, als er allein in der Hauptrunde 45 Mal das Wolfsburger Tor hütete. In der Saison 2012/13 war er Stammtorhüter in den Playoffs, in denen die Grizzly Adams das Halbfinale erreichten.
Nachdem seine Einsatzzeiten in der Saison 2013/14 deutlich zurückgegangen waren und er den Stammplatz im Tor an Sebastian Vogl verloren hatte, wechselte er im Sommer 2014 zum Ligakonkurrenten Iserlohn Roosters. Durch einen Bandscheibenvorfall fiel er dort zunächst für mehrere Monate aus. Erst im Dezember konnte er seine ersten Spiele für die Roosters bestreiten. Als Back-up hinter Mathias Lange stand er in acht Hauptrunden-Spielen auf dem Eis. Nachdem Lange sich in den Playoffs verletzt hatte, kam Dshunussow zusätzlich zu drei Viertelfinalbegegnungen. Zur Saison 2015/16 wechselte er schließlich zu den Kölner Haie, wo er gegenüber Gustaf Wesslau ebenfalls nicht über die Vertreterrolle hinaus kam. 2018 beendete er schließlich seine Karriere.

## Erfolge und Auszeichnungen
- 2009 Deutscher Eishockeypokalsieger mit den Grizzly Adams Wolfsburg
- 2010 Bester Gegentorschnitt in der DEL
- 2011 Beste Fangquote in der DEL
- 2012 Meiste Shutouts in der DEL

## Karrierestatistik
(Legende zur Torhüterstatistik: GP oder Sp = Spiele insgesamt; W oder S = Siege; L oder N = Niederlagen; T oder U oder OT = Unentschieden oder Overtime- bzw. Shootout-Niederlage; Min. = Minuten; SOG oder SaT = Schüsse aufs Tor; GA oder GT = Gegentore; SO = Shutouts; GAA oder GTS = Gegentorschnitt; Sv% oder SVS% = Fangquote; EN = Empty Net Goal; 1 Play-downs/Relegation; Kursiv: Statistik nicht vollständig)